# Uromunna cananeia
Uromunna cananeia är en kräftdjursart som beskrevs av Pires 1985. Uromunna cananeia ingår i släktet Uromunna och familjen Munnidae. Inga underarter finns listade i Catalogue of Life.